# Eric Nussbaumer

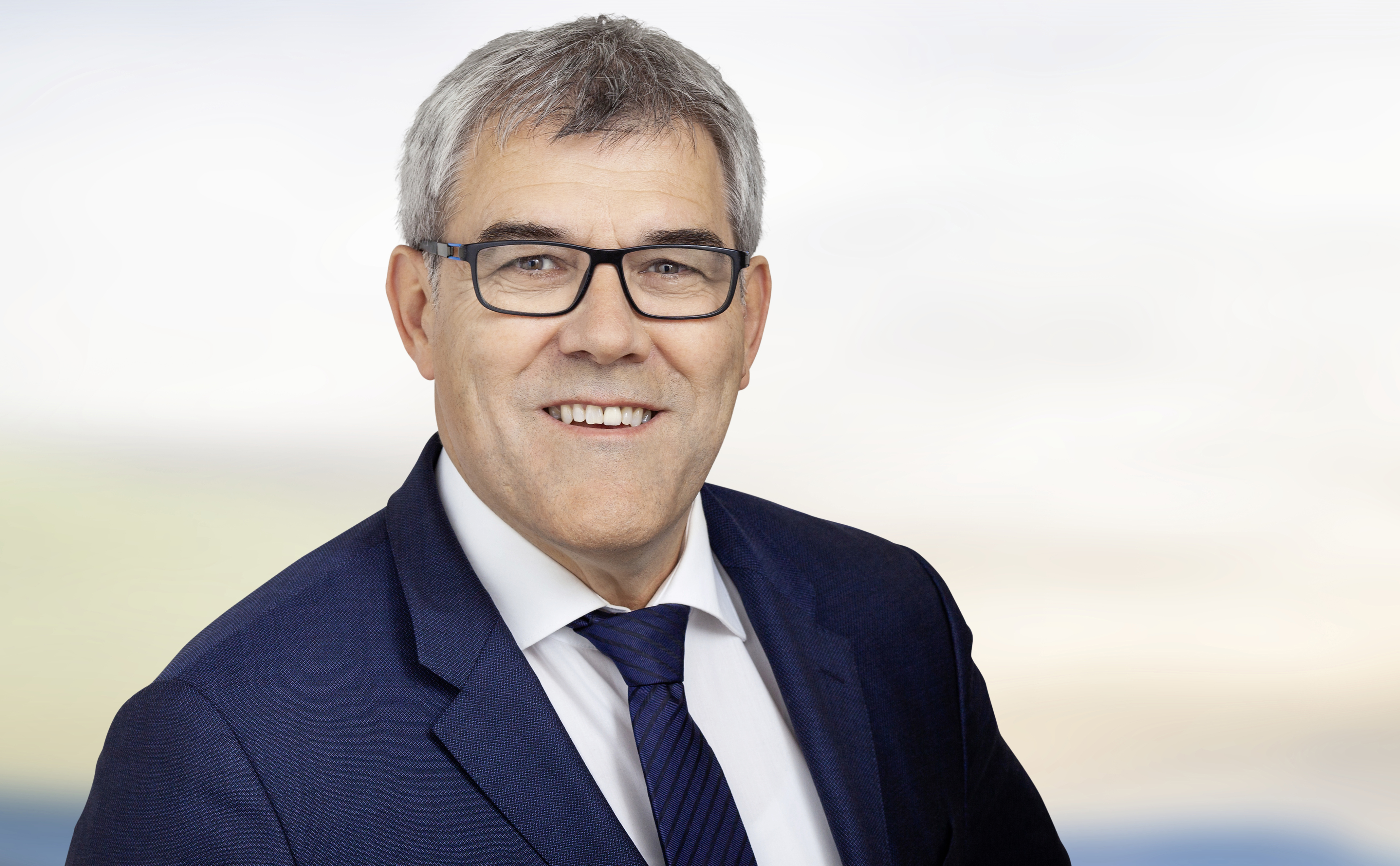
Eric Nussbaumer (2019)

Eric Nussbaumer (* 11. Juli 1960 in Mülhausen, Frankreich; heimatberechtigt in Lüterkofen) ist ein Schweizer Politiker (SP). Er ist seit 2007 Nationalrat. 2023/2024 war er Nationalratspräsident.

## Ausbildung und Beruf
Eric Nussbaumer wuchs in Effretikon und Brütten auf; von 1988 bis 2015 lebte er in Frenkendorf und seit 2015 in Liestal. In der Jungschar war er als Leiter tätig. Er absolvierte nach seinem Abschluss an der Sekundarschule eine Berufslehre als Elektromonteur. Daran schloss er das Studium am Technikum Winterthur zum Elektroingenieur HTL an, das er 1983 abschloss. 
Nach einer beruflichen Tätigkeit in der Romandie weilte er 1987/88 mit der Familie für ein Jahr in den USA und studierte am Anabaptist Mennonite Biblical Seminary (AMBS) in Elkhart, Indiana, im Bereich Theologie und Ethik. 1988 wurde er Geschäftsführer der ADEV Energiegenossenschaft, eines Unternehmens, das in umweltfreundliche Energieanlagen investiert. Nach seiner Wahl in den Nationalrat im Jahr 2007 gab er sein Mandat als Geschäftsführer 2009 ab und amtete von 2010 bis 2023 als Verwaltungsratspräsident.

## Politischer Werdegang
Von 1992 bis 2004 gehörte Eric Nussbaumer der Gemeindekommission und von 1996 bis 2000 der Geschäftsprüfungskommission von Frenkendorf an. Von 1995 bis 1999 war er Vizepräsident der basel-landschaftlichen SP, von 1999 bis 2005 wirkte er als deren Präsident. 1998 wurde er in den Landrat gewählt. Dort war er unter anderem zeitweise Mitglied der Volkswirtschafts- und Gesundheitskommission, der Spezialkommission Parlament und Verwaltung und der Finanzkommission. Im Jahr 2004/05 war er Vizepräsident, 2005/06 Präsident des Landrates. 2007 kandidierte Eric Nussbaumer als zweiter Kandidat der Sozialdemokraten neben dem Bisherigen Urs Wüthrich für den Regierungsrat des Kantons Basel-Landschaft, er belegte allerdings nur den sechsten Platz, womit es knapp nicht für ein Mandat reichte. 

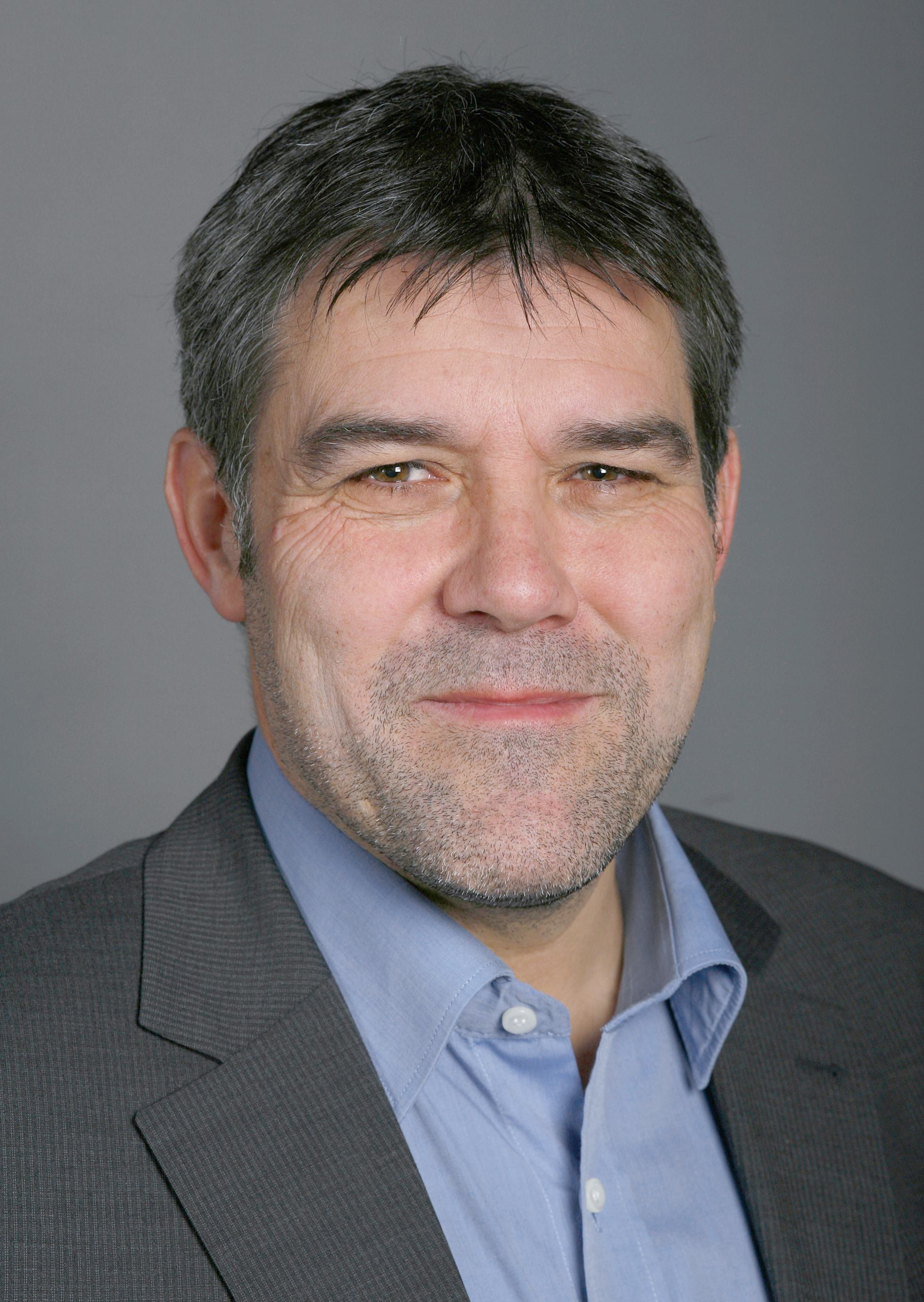
Eric Nussbaumer (2007)

Bei den Schweizer Parlamentswahlen 2007 kandidierte Eric Nussbaumer für den Nationalrat, das Wahlresultat reichte allerdings für keinen Sitz. Weil sein Parteigenosse Claude Janiak, der in den National- und Ständerat gewählt wurde, auf sein Nationalratsmandat verzichtete, konnte Eric Nussbaumer nachrücken. Er gehört der Aussenpolitischen Kommission (APK) an, zuvor zusätzlich der Kommission für Umwelt, Raumplanung und Energie (UREK). Seine politischen Schwerpunkte sind die Energiepolitik und die Europapolitik.
Im Januar 2013 stellte die SP Nussbaumer vergeblich als Kandidat für die Regierungsratsersatzwahl im März 2013 für die Nachfolge des freisinnigen Finanzdirektors Adrian Ballmer auf. Im Falle seiner Wahl wäre es erstmals zu einer links-grünen Mehrheit in der Baselbieter Regierung gekommen.
Seit Oktober 2020 ist er Präsident der Europäische Bewegung Schweiz.
Im November 2022 wurde er zum Vizepräsidenten des Nationalrates und im Dezember 2023 turnusgemäss mit 180 von 192 gültigen Stimmen zum Nationalratspräsidenten gewählt.

## Privates
Nussbaumer ist verheiratet und Vater von drei erwachsenen Kindern und Grossvater von sieben Grosskindern. Er ist Mitglied in der Evangelisch-methodistischen Kirche und war während 10 Jahre Kapitän des FC Nationalrat. Zudem betreibt er Orientierungslauf und Jogging. Er ist schweizerisch-französischer Doppelbürger.